# Champions on Ice

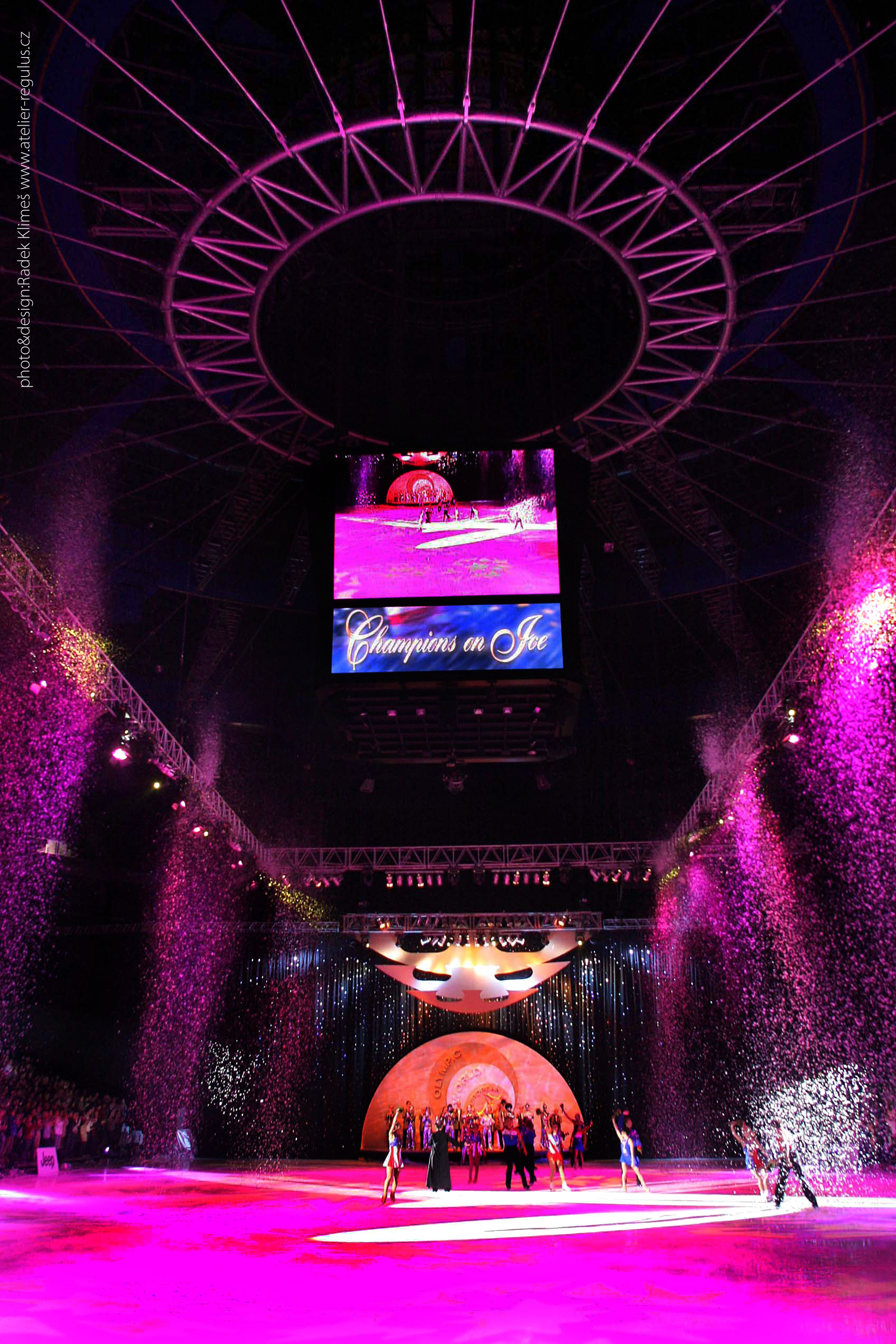
Champions on Ice (2005)

Champions on Ice ist eine US-amerikanische Eiskunstlaufschau, an der Profi- und Amateur-Eiskunstläufer teilnehmen.

## Geschichte
Im Jahr 1969 gründete der amerikanische Holiday-on-Ice-Läufer Tom Collins die Schau. Obwohl sie unter sehr bescheidenen Bedingungen begann, waren schon am Anfang Eiskunstläufer wie JoJo Starbuck, Kenneth Shelley, die russische Olympioniken Ljudmila und Oleg Protopopow, Janet Lynn und Tim Wood vertreten.
Großen Nachhall fand die Show im Jahr 1980 nach den Olympischen Winterspielen in Lake Placid. Die Anzahl der Vorstellungen und der Eiskunstläufer hat sich in Folge verdoppelt und die Vorstellungen von Champions on Ice waren auch in den größeren Eisstadien ausverkauft.
Seit dem Jahr 2002 bezieht die jährliche Tour über 85 verschiedene amerikanischen Städte ein. Im Jahr 2003 erschien das Buch „Champions on Ice Twenty Five Years of the Worlds Finest Figure Skating“ von Christine Brennan. Inzwischen reichen die Tourneen bis nach Europa und Asien.